# British Lion
British Lion es una banda británica de hard rock formada por Steve Harris, más conocido como el bajista y fundador de Iron Maiden. En 2012 publicaron su álbum debut homónimo, aunque el disco apareció acreditado como un trabajo solista de Harris. En 2020 lanzaron el álbum The Burning como una banda autónoma.

## Historia
Steve Harris formó la banda para tocar en locales pequeños, en contraposición a los grandes estadios en los que suele tocar con Iron Maiden, y como una manera de presentar canciones más cortas orientadas al hard rock en las que puede experimentar con diferentes estilos como bajista. La banda también incluye al cantante Richard Taylor, los guitarristas David Hawkins y Grahame Leslie, y el batería Simon Dawson.
Harris conoció a Leslie a principios de la década de 1990, después de que éste le enviara una maqueta, y fue mentor de las carreras de Leslie y Taylor durante varios años hasta que decidió incluirlos en el proyecto British Lion. Las giras de la banda suelen programarse tras la conclusión de las giras de Iron Maiden, cuando Harris se interesa por tocar en clubes y teatros como hizo en los primeros años de con dicha agrupación.
El álbum British Lion, publicado en 2012, se comercializó como un proyecto en solitario de Steve Harris con los otros músicos mencionados como su banda de acompañamiento. El proyecto fue luego convertido en una banda autónoma con la mayoría de las canciones escritas por Harris, Taylor y Hawkins. Su segundo álbum, The Burning, se publicó en enero de 2020 y fue votado como disco del año por el periodista Paul Stenning del portal BraveWords.

## Miembros
|                     |
| Steve Harris (bajo) |

|                                |
| Richard Taylor (voz, guitarra) |

|                           |
| Grahame Leslie (guitarra) |

|                          |
| David Hawkins (guitarra) |

|                        |
| Simon Dawson (batería) |

## Discografía
- British Lion (2012)
- The Burning (2020)